# Остролодочник Городкова
Остролодочник Городкова (лат. Oxytropis gorodkovii) — вид растений рода Остролодочник (Oxytropis) семейства Бобовые (Fabaceae), растущий в пятнистой разнотравно-кустарничковой карбонатной тундре.
Вид назван в честь российского и советского геоботаника Бориса Николаевича Городкова.

## Ботаническое описание
Растение образует серебристо опушённые подушковидные дерновинки. Каудексы с долго сохраняющимися прилистниками, но без старых листовых черешков. Прилистники перепончатые, белые, яйцевидно-ланцетные, острые или притуплённые, до половины сросшиеся с черешком, с одной жилкой. Листочки в числе 2-3 пар, сближенные, продолговато-овальные, немного свёрнутые, густо опушённые длинными отстоящими белыми волосками.
Цветоносы короче или равные листьям. Прицветники короткие. Чашечка темная, около 10 мм длиной, трубчатая, с длинными узкими зубцами, густо опушённая длинными тёмными волосками. Венчик около 17 мм длиной, с округлым, немного выемчатым флагом; лодочка с носиком около 0,7 мм длиной. Бобы торчащие, на коротких ножках, продолговатые, густо опушённые отстоящими чёрными волосками, почти двугнёздные. 2n=16.